# شاه‌ماهی آروکانیا
شاه‌ماهی آروکانیا (نام علمی: Clupea bentincki) نام یک گونه از سرده شاه‌ماهی است.